# 칼리 슈로더
칼리 슈로더(Carly Schroeder, 1990년 10월 18일 ~ )는 미국의 배우이다.

## 출연 작품
- 그레이시 스토리
- 바비를 위한 기도